# (13842) 1999 XR33
A (13842) 1999 XR33 a Naprendszer kisbolygóövében található aszteroida. A LINEAR projekt keretében fedezték fel 1999. december 6-án.